# 평양산원
평양산원(平壤產院)은 1980년에 세워진  조선민주주의인민공화국 최대의 산부인과 전문 병원이다. 평양직할시 대동강구역에 위치하며, 아시아에서 가장 큰 규모를 가진 산부인과 전문 종합병원이다.

## 상세
- 연건평 : 6만여m2
- 주요 건축물 : 13층 규모의 기본 호동을 중심으로 5개의 부속 건물 소재
- 개원일 : 1980년 7월 30일
- 병실 : 2,030개[2]
- 세쌍둥이 출산기록 : 371쌍[3]

## 같이 보기
- 조선민주주의인민공화국의 교육
- 유진 벨 재단
- 조선민주주의인민공화국의 보건
- 강하국
- 평양시
- 평양의학대학
- 재생산 건강
- 조선민주주의인민공화국의 여성
- 여성 건강